# راجر یانگ (کارگردان)
راجر یانگ (انگلیسی: Roger Young؛ زادهٔ ۱۳ مهٔ ۱۹۴۲) کارگردان اهل ایالات متحده آمریکا است. از فیلم‌هایی که وی کارگردانی کرده‌است، می‌توان به مینی‌سریال موسی اشاره نمود.